# Schule Delmestraße
Die Schule Delmestraße, auch Schule an der Delmestraße in Bremen im Stadtteil Neustadt, Delmestraße 145, war  in einem denkmalgeschützten Gebäude von 1931 untergebracht. Sie trägt heute den Namen Inge-Katz-Schule.

## Geschichte
Die Freischule an der Westerstraße in der Neustadt mit bis zu 1000 Schülern, bestand von 1854 bis 1931. Sie musste wegen Baufälligkeit geschlossen werden. Für diese Schule wurde ab 1928 eine neue Volksschule an der Delmestraße 145 durch das Hochbauamt Bremen geplant. Die überwiegend dreigeschossige Schule entstand von 1929 bis 1931 auf einem großzügigen Gelände im modernen Stil der 1920er Jahre. Die geklinkerte Schule wurde mit ergänzenden Fachräumen, einer Aula und einer Turnhalle gut ausgestattet. Ein größerer Schulgarten diente auch für den Unterricht. Die hauptsächlich als Knabenschule ausgerichtete Schule erhielt auch einen gehobenen Zug (Realschule) für die Mädchen.
Im Zweiten Weltkrieg wurden verschiedene Gebäudeteile
beschädigt und bald wiederhergestellt. Ab 1945 waren hier eine Grund-, Haupt- und Realschule untergebracht. Die Aula diente zunächst für Theateraufführungen des Theaters Bremen. Sie wurde bis 1956 renoviert und wurde danach nur noch von der Schule genutzt. In der Turnhalle war bis 1956 das Kino Atrium untergebracht. Sie erhielt 1957 einen Erweiterungsbau.
1976 wurde hier das Schulzentrum der Sekundarstufe I mit Haupt-, Realschule, Orientierungsstufe und Gymnasium eingerichtet. 1979/80 erfolgte ein weiterer Schulneubau.
Ab 1988 war die Schule ein Standort der Sekundarstufe II. Vom Standort der Schule am Leibnizplatz wurden die Schüler der Klassen 10 bis 13 umquartiert. Es wurden nun berufliche Schulen für Hauswirtschaft und Sozialpädagogik am Standort angesiedelt. Nach 2000 bis etwa 2011/12 wurde der allgemeine Bildungsbereich am Schulzentrum aufgelöst und der Standort für den beruflichen Bereich mit dem Namen Schulzentrum Neustadt ausgeweitet. Seit 2004 hat die Schule am Leibnitzplatz eine gymnasiale Oberstufe, die bis 2012 im Gebäude der Schule an der Delmestraße untergebracht war.

### Denkmalschutz
1984 wurde die Schule an der Delmestraße unter Denkmalschutz gestellt.

## Schulzentrum Neustadt
Am Standort Delmestraße 141b befindet sich das Schulzentrum Neustadt (SZN), auch als Schulzentrum des Sekundarbereichs II Neustadt bezeichnet. Dieses ist eine Berufliche Schule in der Sekundarstufe II für Hauswirtschaft und Sozialpädagogik. In Einzelnen gibt es aktuell die Bildungsgänge (Stand 2012/13):
- Die Berufsschule (BS) für Hauswirtschaft
- Die Werkstufe mit dem Förderschwerpunkt geistige Entwicklung
- Die Berufsfachschule
  - als Werkschule
  - für Hauswirtschaftliche Dienstleistungen
  - für Hauswirtschaft und Soziales
  - für Sozialpädagogische Assistenz
- Die Fachschule
  - für Hauswirtschaft
  - für Sozialpädagogik (FSP)
- Die Fachoberschule (FOS) für Gesundheit und Soziales
- Das Berufliche Gymnasium (BGY) mit den Profilen für Sozialpädagogik und Gesundheit

## Weblink
- Inge Katz Schule (ehemals Schulzentrum Neustadt)